# رادومک (استان اشوی‌داشکسیه)
رادومک (به لهستانی: Radomek) یک منطقهٔ مسکونی در لهستان است که در گمینا کونگسکیه واقع شده‌است. رادومک ۸۰ نفر جمعیت دارد.